# 久慈浜郵便局
久慈浜郵便局（くじはまゆうびんきょく）は、茨城県日立市にある郵便局。民営化前の分類では集配普通郵便局であった。

## 概要
住所：〒319-1299 茨城県日立市久慈町3-32-15
民営化直前の集配業務再編において、多くの集配普通郵便局は統括センターとなったが、当局は配達センターとされたため、民営化後も郵便事業株式会社の支店は併設されず、集配センターが併設された。

## 沿革
- 1874年（明治7年） - 森山（もりやま）郵便取扱所として開設[1]。
- 1875年（明治8年）1月1日 - 森山郵便局（五等）となる。
- 1885年（明治18年）6月25日 - 貯金取扱を開始。
- 1891年（明治24年）6月21日 - 為替取扱を開始。
- 1892年（明治25年）10月1日 - 久慈浜郵便局に改称。
- 1900年（明治33年）9月11日 - 久慈浜郵便電信局となる。
- 1903年（明治36年）4月1日 - 通信官署官制の施行に伴い久慈浜郵便局となる。
- 1956年（昭和31年）3月23日 - 坂本郵便局から電話交換事務の取扱を移管[2]。
- 1965年（昭和40年）7月30日 - 電話交換および和文電報配達業務を、久慈浜電報電話局に移管。
- 2002年（平成14年）8月1日 - 特定郵便局から普通郵便局に局種別改定。
- 2007年（平成19年）10月1日 - 民営化に伴い、併設された郵便事業多賀支店久慈浜集配センターに一部業務を移管。
- 2012年（平成24年）10月1日 - 日本郵便株式会社発足に伴い、郵便事業多賀支店久慈浜集配センターを久慈浜郵便局に統合。

## 取扱内容
- 郵便、印紙、ゆうパック、内容証明
- 貯金、為替、振替、振込、国際送金、国債、投資信託
- 生命保険、バイク自賠責保険、自動車保険
- ゆうちょ銀行ATM
- 日立市内の一部地域の集配業務

## 周辺
- 茨城県立日立商業高等学校
- 日立製作所大みか工場
- 国道245号
- 国道293号

## アクセス
- JR常磐線 大甕駅から南へ約1.9km（徒歩約23分）
- 日立電鉄バス 久慈浜停留所下車
- 常磐自動車道 日立南太田ICから東へ約4.5km
- 駐車場あり：9台